# 27-я гвардейская стрелковая дивизия
27-я гвардейская стрелковая Новобугская Краснознамённая, ордена Богдана Хмельницкого дивизия (27 гв. сд) — тактическое соединение Рабоче-крестьянской Красной армии.
Принимала участие в Великой Отечественной войне.

## История
Ведёт свою историю от 75-й морской стрелковой бригады, сформированной в конце 1941 года. Была включена в состав Калининского фронта.

## В годы Великой Отечественной войны
Впервые в бой с немецко-фашистскими захватчиками бригада вступила 5 февраля 1942 года в районе Демянска. С 16 февраля в составе Холмской группы войск 3-й ударной армии Калининского фронта успешно отражала ожесточённые атаки пехоты и танков противника, пытавшегося деблокировать свою окружённую группировку в городе Холм. За отвагу, стойкость, организованность и героизм личного состава в боях преобразована в 3-ю гвардейскую стрелковую бригаду (17 марта 1942 года).
В апреле — мае 1942 года была переформирована в 27-ю гвардейскую стрелковую дивизию. С июня 1942 года дивизия в составе 58-й армии Калининского фронта, 4-й танковой армии Сталинградского фронта, а затем 65-й армии Донского фронта участвовала в Сталинградской битве 1942—1943 года.
Командующий 65-й армией генерал П. И. Батов писал о боях дивизии в конце ноября 1942 года:

Нахожусь у В. С. Глебова, в четырёх километрах юго-западнее Ореховского. Дивизия совершила бросок вперёд. Контратакуют восемнадцать немецких танков. В стереотрубу отчетливо видно: из-за высоты выскакивают автомашины, выпрыгивают автоматчики, устремляются за танками. Комдив приказывает накрыть их «катюшами». Отличный залп! Всё поле покрылось вспышками огня …Три-четыре фигурки вражеских солдат поднялись в этом аду и, схватившись руками за голову, побежали обратно к высотке. Через полтора часа атака повторяется. Ударили снайперские орудийные расчёты гвардейцев: четыре танка подбиты, один горит… При такой тактике противник несёт большие потери, главным образом убитыми. Наши части ежедневно уничтожают двенадцать-восемнадцать вражеских танков.
— Дважды Герой Советского Союза генерал армии  Батов П.И. В походах и боях.Издание третье, дополненное и исправленное - М.: Воениздат,1974.- С.210.
С 10 февраля 1943 года и до конца войны входила в 62-ю (с 16 апреля 1943 года 8-я гвардейская армия) армию).
В Донбасской наступательной операции 1943 года дивизия участвовала в освобождении города Барвенково (10 сентября).
В 1-й половине октября вела бои по ликвидации группировки противника на левом берегу реки Днепр на запорожском направлении и во взаимодействии с другими соединениями фронта освободила город Запорожье (14 октября).
Во 2-й половине октября — декабря участвовала в наступательных боях на криворожском направлении.
Успешно действовала дивизия в 1944 году в наступательных операциях по освобождению Правобережной Украины. За образцовое выполнение заданий командования при прорыве сильно укреплённой обороны немецко-фашистских войск на реке Ингулец и освобождении города Новый Буг была удостоена почётного наименования «Новобугской» и награждена орденом Красного Знамени (19 марта 1944 года).
Справка:

НОВЫЙ БУГ. Оккупирован 14 августа 1941 г. Освобождён 8 марта 1944 г. войсками 3 УФ в ходе Березнеговато-Снигиревской операции…
Приказом ВГК соединениям и частям, отличившимся в боях при прорыве обороны противника на западном берегу р. Ингулец и за освобождение г. Новый Буг, присвоено наименование Новобугских: 27 гв. сд (генерал-майор Глебов, Виктор Сергеевич),…
Войскам, участвовавшим в прорыве обороны противника, в ходе которого были освобождены г. Новый Буг и другие населённые пункты, приказом ВГК от 9 марта 1944 г. объявлена благодарность и в Москве дан салют 20 артиллерийскими залпами из 224 орудий.
— http://www.soldat.ru/spravka/freedom/ Освобождение городов
Высокое боевое мастерство и отвагу воины дивизии показали в Одесской наступательной операции. За отличие в боях при освобождении города Одесса дивизия была награждена орденом Богдана Хмельницкого 2-й степени (20 апреля 1944 года).
В начале июня она вместе с другими соединениями 8-й гвардейской армии была выведена в резерв Ставки ВГК, а затем передана в состав войск 1-го Белорусского фронта. Смело и решительно действовали части дивизии в Люблин-Брестской наступательной операции, в ходе которой они успешно форсировали реку Висла.
В Варшавско-Познанской наступательной операции дивизия в феврале 1945 года участвовала в боях по блокированию, уничтожению немецко-фашистского гарнизона и овладению городом и крепостью Познань. С конца февраля её части вели напряжённые бои за удержание и расширение плацдарма на реке Одер (Одра) в районе города Кюстрин.
Высокое искусство ведения боевых действий личный состав дивизии показал в Берлинской наступательной операции, в ходе которой он участвовал в штурме Берлина — столицы фашистской Германии.
С мая 1943 года до 1957 года входит в состав 29 гвардейского стрелкового Лодзинского Краснознамённого корпуса.

## Послевоенная история
В 1945 году соединение переформировано в 21-ю гвардейскую механизированную дивизию.

## В составе
| Дата            | Фронт (округ)                               | Армия                 | Корпус (группа)                    | Примечания |
| --------------- | ------------------------------------------- | --------------------- | ---------------------------------- | ---------- |
| 01.06.1942 года | Калининский фронт                           | -                     | -                                  |            |
| 01.07.1942 года | Калининский фронт                           | 58-я армия            | -                                  | -          |
| 01.08.1942 года | Калининский фронт                           | 58-я армия            | -                                  | -          |
| 01.09.1942 года | Сталинградский фронт                        | 4-я танковая армия    | -                                  | -          |
| 01.10.1942 года | Донской фронт                               | 4-я танковая армия    | -                                  | -          |
| 01.11.1942 года | Донской фронт                               | -                     | -                                  | -          |
| 01.12.1942 года | Донской фронт                               | 65-я армия            | -                                  | -          |
| 01.01.1943 года | Донской фронт                               | 65-я армия            | -                                  | -          |
| 01.02.1943 года | Донской фронт                               | 65-я армия            | -                                  | -          |
| 01.03.1943 года | Резерв Ставки Верховного Главнокомандования | 62-я армия            | -                                  | -          |
| 01.04.1943 года | Юго-Западный фронт                          | 62-я армия            | -                                  | -          |
| 01.05.1943 года | Юго-Западный фронт                          | 62-я армия            | -                                  | -          |
| 01.06.1943 года | Юго-Западный фронт                          | 8-я гвардейская армия | 29-й гвардейский стрелковый корпус | -          |
| 01.07.1943 года | Юго-Западный фронт                          | 8-я гвардейская армия | 29-й гвардейский стрелковый корпус | -          |
| 01.08.1943 года | Юго-Западный фронт                          | 8-я гвардейская армия | 29-й гвардейский стрелковый корпус | -          |
| 01.09.1943 года | Юго-Западный фронт                          | 8-я гвардейская армия | 29-й гвардейский стрелковый корпус | -          |
| 01.10.1943 года | Юго-Западный фронт                          | 8-я гвардейская армия | 29-й гвардейский стрелковый корпус | -          |
| 01.11.1943 года | 3-й Украинский фронт                        | 8-я гвардейская армия | 29-й гвардейский стрелковый корпус | -          |
| 01.12.1943 года | 3-й Украинский фронт                        | 8-я гвардейская армия | 29-й гвардейский стрелковый корпус | -          |
| 01.01.1944 года | 3-й Украинский фронт                        | 8-я гвардейская армия | 29-й гвардейский стрелковый корпус | -          |
| 01.02.1944 года | 3-й Украинский фронт                        | 8-я гвардейская армия | 29-й гвардейский стрелковый корпус | -          |
| 01.03.1944 года | 3 Украинский фронт                          | 8-я гвардейская армия | 29-й гвардейский стрелковый корпус | -          |
| 01.04.1944 года | 3 Украинский фронт                          | 8-я гвардейская армия | 29-й гвардейский стрелковый корпус | -          |
| 01.05.1944 года | 3 Украинский фронт                          | 8-я гвардейская армия | 29-й гвардейский стрелковый корпус | -          |
| 01.06.1944 года | 3 Украинский фронт                          | 8-я гвардейская армия | 29-й гвардейский стрелковый корпус | -          |
| 01.07.1944 года | 1-й Белорусский фронт                       | 8-я гвардейская армия | 29-й гвардейский стрелковый корпус | -          |
| 01.08.1944 года | 1-й Белорусский фронт                       | 8-я гвардейская армия | 29-й гвардейский стрелковый корпус | -          |
| 01.09.1944 года | 1-й Белорусский фронт                       | 8-я гвардейская армия | 29-й гвардейский стрелковый корпус | -          |
| 01.10.1944 года | 1-й Белорусский фронт                       | 8-я гвардейская армия | 29-й гвардейский стрелковый корпус | -          |
| 01.11.1944 года | 1-й Белорусский фронт                       | 8-я гвардейская армия | 29-й гвардейский стрелковый корпус | -          |
| 01.12.1944 года | 1-й Белорусский фронт                       | 8-я гвардейская армия | 29-й гвардейский стрелковый корпус | -          |
| 01.01.1945 года | 1-й Белорусский фронт                       | 8-я гвардейская армия | 29-й гвардейский стрелковый корпус | -          |
| 01.02.1945 года | 1-й Белорусский фронт                       | 8-я гвардейская армия | 29-й гвардейский стрелковый корпус | -          |
| 01.03.1945 года | 1-й Белорусский фронт                       | 8-я гвардейская армия | 29-й гвардейский стрелковый корпус | -          |
| 01.04.1945 года | 1-й Белорусский фронт                       | 8-я гвардейская армия | 29-й гвардейский стрелковый корпус | -          |
| 01.05.1945 года | 1-й Белорусский фронт                       | 8-я гвардейская армия | 29-й гвардейский стрелковый корпус | -          |

## Состав
Состав дивизии май 1942 — май 1945:
- 74-й гвардейский стрелковый полк[2]
- 76-й гвардейский стрелковый полк[2]
- 83-й гвардейский стрелковый полк[2] — майор А. М. Митин (май-июль 1942); гв. подполковник Бобров, Василий Ильич (май 1945 года)[3]
- 54-й гвардейский артиллерийский полк[4]
- 32-й отдельный гвардейский истребительно-противотанковый дивизион[5]
- 21-я отдельная гвардейская зенитная батарея (до 7.02.1943 года)[5]
- 29-й гвардейский миномётный дивизион (до 20.10.1942 года)[5]
- 23-я отдельная гвардейская разведывательная рота[6]
- 29-й отдельный гвардейский сапёрный батальон[7]
- 35-й отдельный гвардейский батальон связи[8]
- 496(32)-й медико-санитарный батальон
- 22-я отдельная гвардейская рота химической защиты[9]
- 576(20)-я автотранспортная рота[10]
- 620(31)-я полевая хлебопекарня
- 606(24)-й дивизионный ветеринарный лазарет
- 24475(1588)-я полевая почтовая станция
- 1678-я полевая касса Государственного банка.

Периоды вхождения в состав Действующей армии:
- 21 мая 1942 года — 7 февраля 1943 года;
- 20 марта 1943 года — 7 июня 1944 года;
- 15 июня 1944 года — 9 мая 1945 года.

## Периоды вхождения в действующую армию
— с 21 мая 1942 года по 7 февраля 1943 года;

— с 20 марта 1943 года по 7 июня 1944 года;

— с 15 июня 1944 года по 9 мая 1945 года.

## Командование

### Командиры
Во время Великой Отечественной войны:
- 28.05.1942 — 15.07.1942 — гвардии полковник Виндушев, Константин Николаевич;
- 15.07.1942 — 09.05.1945 — гвардии полковник, с 27.11.1942 гвардии генерал-майор  Глебов, Виктор Сергеевич.

### Заместители командира по строевой части
- Дука, Михаил Ильич, гвардии генерал-майор, (июль 1944 года — февраль 1945 года)
- Луцкевич, Иван Лукич, гвардии генерал-майор, (январь 1948 года — сентябрь 1949 года)

### Начальники штаба
- Фингарет Александр Абрамович, гвардии полковник, (? — апрель 1945 — до конца войны)

### Командующие артиллерией
- Скоробогатов Григорий Дмитриевич, гвардии подполковник, (? -ноябрь 1943 г. — до конца войны)

Полками командовали
74-й гвардейский стрелковый полк:
- Осичкин Григорий Емельянович (27.05.1942 — 16.07.1943(?))
- Рытиков Николай Ильич (29.06.1943(?) — 16.07.1943)
- Конев Тимофей Филиппович (17.08.1943 — 04.05.1944)
- Емельяненко Николай Фёдорович (04.05.1944 — 21.05.1944), ранен
- Комаров Василий Фёдорович (29.05.1944 — 14.08.1944), умер от ран
- Мыченко Григорий Никитович (18.08.1944 — 15.01.1945), ранен
- Шведов Никифор Викторович (31.01.1945 — 24.04.1945), погиб 24.04.1945
- Ушаков Дмитрий Николаевич (с 05.06.1945)

76-й гв. сп (243-й гв. мсп):
- Васильев Михаил Александрович (28.05.1942 — 24.12.1942)
- Борисов Евстафий Григорьевич (24.12.1942 — 01.02.1943), ранен 01.02.1943
- Курносых, Павел Дмитриевич (00.03.1943 — 05.04.1946)

83-й гв. сп:
- Митин Александр Матвеевич (28.05.1942 — 02.02.1943(?))
- Югатов, Михаил Иванович (22.07.1942(?) — 14.08.1943)
- Борисов Евстафий Григорьевич (14.08.1943 — 08.09.1943), умер от ран
- Банников Иван Александрович (10.09.1943 — 01.10.1943), погиб 01.10.1943
- Ложечкин Фёдор Гаврилович (02.10.1943 — 22.01.1944)
- Бобров, Василий Ильич (с 07.02.1944)
- Зайцев Алексей Егорович (с 04.07.1945)

## Награды
- 19.03.1944 — почётное наименование «Новобугская»[12] — За отличие в боях при прорыве обороны противника на западном берегу р. Ингулец и освобождение города Новый Буг. Приказ Верховного главнокомандующего № 063 от 19.03.1944 года.
- 19.03.1944 —  Орден Красного Знамени — За образцовое выполнение заданий командования в боях с немецкими захватчиками при прорыве сильной обороны немцев по западному берегу реки Ингулец, за освобождение города Нового Буга и проявленные при этом доблесть и мужество. Указ Президиума Верховного Совета СССР от 19.03.1944 года.[13]
- 20.04.1944 —  Орден Богдана Хмельницкого II степени — За образцовое выполнение заданий командования в боях с немецкими захватчиками при освобождении города Одессы и проявленные при этом доблесть и мужество. Указ Президиума Верховного Совета СССР от 20.04.1944 года.[14]

Награды частей дивизии:
- 74-й гвардейский стрелковый Познанский[15] Краснознамённый[16] ордена Суворова[17] полк;
- 76-й гвардейский стрелковый Берлинский[18] Краснознамённый[16] ордена Кутузова[19] полк;
- 83-й гвардейский стрелковый Берлинский[18] Краснознаменный ордена[16] Суворова[19] полк;
- 54-й гвардейский артиллерийский Познанский[15] Краснознамённый[16] ордена Кутузова[17] полк;
- 32-й отдельный гвардейский истребительно-противотанковый орденов Богдана Хмельницкого[17] и Александра Невского[19] дивизион;
- 29-й отдельный гвардейский сапёрный ордена Александра Невского[17] батальон;
- 35-й отдельный гвардейский ордена Красной Звезды[17] батальон связи.

## Отличившиеся воины
За годы войны свыше 10 тысяч воинов дивизии были награждены орденами и медалями, 7 из них удостоены звания Героя Советского Союза, 23 воина стали кавалерами ордена Славы 3-х степеней.
Произведено награждений орденами СССР не меньше:
- орден Ленина — 7
- орден Красного Знамени — 184
- орден Суворова II степени — 1
- орден Кутузова II степени — 2
- орден Богдана Хмельницкого II степени — 6
- орден Кутузова III степени — 3
- орден Богдана Хмельницкого III степени — 34
- орден Александра Невского — 51
- орден Отечественной войны I степени — 191
- орден Отечественной войны II степени — 665
- орден Красной Звезды — 1103
- орден Славы I степени — 23
- орден Славы II степени- 197
- орден Славы III степени — 933

(Данные о награждениях взяты из указов Президиума Верховного Совета СССР, приказов 27 гвардейской стрелковой дивизии, 29 гвардейского стрелкового корпуса, 8 гвардейской армии,Донского фронта, 1 Белорусского фронта, 3 Украинского фронта, размещённых на сайте "Электронный банк документов «Подвиг народа в Великой Отечественной войне 1941—1945 гг» Министерства обороны РФ).
 Герои Советского Союза.
- Бочаров, Яков Васильевич, гвардии старший сержант, командир орудийного расчёта 76 гвардейского стрелкового полка. Указ Президиума Верховного Совета СССР от 22.02.1944 года. Звание присвоено посмертно.
- Бочек, Пётр Семёнович, гвардии сержант, командир отделения 76 гвардейского стрелкового полка. Указ Президиума Верховного Совета СССР от 24.03.1945 года.
- Верижников, Борис Сергеевич, гвардии капитан, командир 3 стрелкового батальона 76 гвардейского стрелкового полка. Указ Президиума Верховного Совета СССР от 24.03.1945 года.
- Глебов, Виктор Сергеевич, гвардии генерал-майор, командир дивизии. Указ Президиума Верховного Совета СССР от 29.05.1945 года.
- Жижкун, Алексей Петрович, гвардии лейтенант, командир пулемётной роты 1 стрелкового батальона 83 гвардейского стрелкового полка. Указ Президиума Верховного Совета СССР от 24.03.1945 года. Звание присвоено посмертно.
- Сорокин, Михаил Михайлович, гвардии сержант, командир отделения 5 роты 2 стрелкового батальона 74 гвардейского стрелкового полка. Указ Президиума Верховного Совета СССР от 22.02.1944 года.
- Стефанов, Дмитрий Никитович, гвардии младший лейтенант, командир взвода 3 стрелкового батальона 83 гвардейского стрелкового полка. Указ Президиума Верховного Совета СССР от 22.02.1944 года. Звание присвоено посмертно.Закрыл своим телом амбразуру пулемёта.

 Кавалеры ордена Славы 3-х степеней.
- Антонов, Яков Дмитриевич, гвардии старший сержант, автоматчик 83 гвардейского стрелкового полка.
- Байбородов, Иван Петрович, гвардии старшина, командир отделения 23 отдельной гвардейской разведывательной роты.
- Бейшеев, Усен, гвардии сержант, наводчик 45-мм орудия 83 гвардейского стрелкового полка.
- Белик, Иван Игнатьевич, гвардии рядовой, автоматчик 83 гвардейского стрелкового полка.
- Борискин, Иван Дмитриевич, гвардии сержант, командир отделения 83 гвардейского стрелкового полка.
- Борцов, Анатолий Анисимович, гвардии ефрейтор, телефонист 35 отдельного гвардейского батальона связи.
- Бугров, Иван Гурьевич, гвардии старшина, командир взвода пешей разведки 83 гвардейского стрелкового полка.
- Гришин, Александр Ефимович, гвардии старшина, командир расчёта 76-мм орудия 83 гвардейского стрелкового полка.
- Дамчеев, Бато Микишкеевич, гвардии сержант, разведчик 23 отдельной гвардейской разведывательной роты.
- Золотин, Василий Фёдорович, гвардии сержант, командир отделения 29 отдельного гвардейского сапёрного батальона.
- Ивахно, Иван Тимофеевич, гвардии рядовой, автоматчик 74 гвардейского стрелкового полка.
- Кривоногов, Виктор Николаевич, гвардии старшина, помощник командира взвода 23 отдельной гвардейской разведывательной роты.
- Лунин, Иван Фёдорович, гвардии младший сержант, наводчик 120-мм миномёта 83 гвардейского стрелкового полка.
- Максимов, Иван Васильевич, гвардии старший сержант, помощник командира взвода 23 отдельной гвардейской разведывательной роты.
- Маркин, Иван Алексеевич, гвардии старший сержант, наводчик 45-мм пушки 74 гвардейского стрелкового полка.
- Мордовин, Павел Павлович, гвардии сержант, командир отделения взвода пешей разведки 76 гвардейского стрелкового полка.
- Осканян, Пётр Степанович, гвардии младший сержант, сапёр 29 отдельного гвардейского сапёрного батальона.
- Парпиев, Абдурашит, гвардии старший сержант, командир расчёта 45-мм пушки 83 гвардейского стрелкового полка.
- Перепелов, Михаил Иванович, гвардии старший сержант, командир расчёта 45-мм пушки 83 гвардейского стрелкового полка.
- Сафонов, Александр Захарович, гвардии ефрейтор, командир отделения связи 35 отдельного гвардейского батальона связи.
- Сидлер, Давид Мордкович, гвардии сержант, командир расчёта 45-мм пушки 74 гвардейского стрелкового полка.
- Темляков, Дмитрий Андреевич, гвардии сержант, командир расчёта 45-мм пушки 83 гвардейского стрелкового полка.
- Фролов, Василий Фёдорович, гвардии сержант, командир миномётного расчёта 83 гвардейского стрелкового полка.

Списки составлены на основании данных сайта: Электронный банк документов «Подвиг народа в Великой Отечественной войне 1941—1945 гг».